# 대전은어송초등학교
대전은어송초등학교는 대한민국 대전광역시 동구에 있는 공립 초등학교이다.
코오롱글로벌(구 코오롱하늘채 코오롱건설)에서 은어송마을2단지 아파트를 건설하면서 은어송초 건물을 같이 지었다.

## 학교 연혁
- 2007. 03. 01 대전은어송초등학교 개교(일반학급 15학급, 특수학급 1학급, 유치원 2학급)
- 2007. 04. 04 3학급 증설(일반학급 18학급, 특수학급 1학급, 유치원 2학급)
- 2007. 09. 01 6학급 증설(일반학급 24학급, 특수학급 1학급, 유치원 2학급)
- 2008. 02. 19 제1회 졸업장 수여식(121명)
- 2008. 03. 01 8학급 증설(일반학급 32학급, 특수학급 1학급, 유치원 2학급)
- 2010. 03. 01 ~ 2012. 02. 29 대전광역시교육청 지정 안전교육 시범학교 운영
- 2015. 02. 13 제8회 졸업장 수여식(누적 총 1,388명)
- 2015. 03. 01 35학급, 유치원 2학급
- 2018. 03. 01 하늘채 2차 건설로서 학생 증가
- 2019. 03. 01 ~ 2021. 01. 02 대전광역시교육청 지정 특수목적 수업(선택활동) 운영
- 2021. 03. 01 37학급, 유치원 2학급(병설 유치원에 대한 자세한 정보는 홈페이지 참조)
- 2021. 10. 12 장애 인식 개선 학생교육(핑거스타일 기타리스트 김지희)
- 2022. 03. 01 1학급 증설(일반학급 38학급, 특수학급 1학급, 유치원 2학급)
- 2022. 09. 14 도서관, 운동장, 급식실 리모델링

## 참고 자료
- 대전은어송초등학교 - 한국교육학술정보원 학교알리미